# 瘋狂動物城 (主題園區)
瘋狂動物城（英語：Zootopia）是一個以動畫電影《動物方城市》為主題的園區，位於上海迪士尼樂園的園區在2023年12月20日正式對外開放。

## 上海迪士尼樂園

### 遊樂設施
- 疯狂动物城：热力追踪（Zootopia: Hot Pursuit）

### 娛樂表演
- 迪士尼疯狂动物城生活秀（Disney Zootopia Comes Alive）
- 动物城警局招募中心 - 与朱迪和尼克见面（Meet Judy & Nick at Zootopia Police Department Recruitment Center）

### 餐飲設施
- 动物城食集（Zootopia Market）
- 大象甜品店（Jumbeaux's Cafe）

### 商店
- 露露精品店（Fashions by Fru Fru）

## 外部連結
- 疯狂动物城主题园区 （页面存档备份，存于）